# Corps forestier canadien

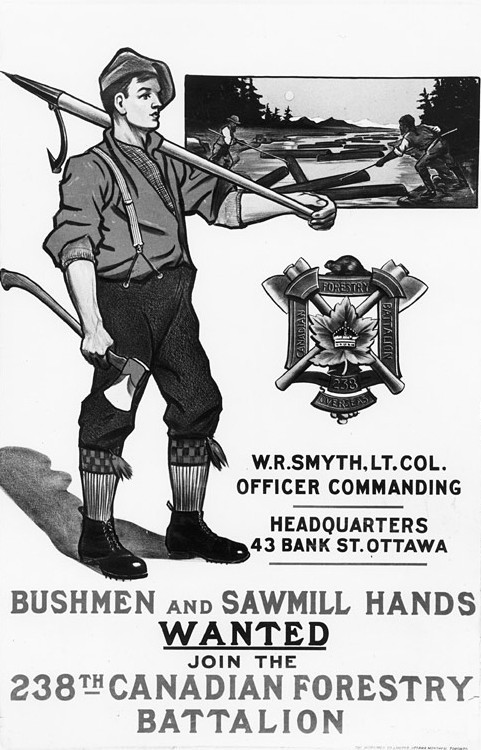
Affiche de recrutement « Bûcherons et ouvriers de scieries demandés » pour un bataillon du Corps forestier canadien durant la Première Guerre mondiale

Le Corps forestier canadien (Canadian Forestry Corps en anglais) était un corps logistique de l'Armée canadienne. Il a été créé le 14 novembre 1916 et dissous en 1920. Il fut recréé en 1940 et définitivement dissous en 1945.

## Annexe